# Martina Nadalini
Martina Nadalini (Genova, 12 gennaio 1982) è una coreografa, ex ballerina ed ex ginnasta italiana.

## Biografia

### Carriera nella ginnastica (dal 1995 al 2000)
Da giovane è una ginnasta ritmica, facente parte della squadra genovese della Ginnastica Rubattino, con cui dal 1995 ha partecipato a diverse stagioni nella serie A1.
Nella sua carriera è arrivata sul podio in diverse competizioni nazionali ed internazionali:
- 1996 Torneo di Besancon - oro al concorso generale
- 1996 Torneo di Portimao
- 1997 Campionessa italiana Juniores
- 1997 con la squadra della Rubattino campione d'Italia serie A1 (Arianna Rusca, Martina Nadalini, Silvia Gregorini, Valeria Vatkina)
- 1997 Campionati italiani assoluti: argento al cerchio, argento al nastro, bronzo alla fune
- 1998 Campionati italiani assoluti: oro al Cerchio, argento alle Clavette
- 1998 Gymnasiadi di Shanghai: oro al Cerchio, argento alla Palla, bronzo al Nastro, bronzo al concorso generale
- 1998 con la squadra della Rubattino terza classificata serie A1[4]

Oltre a questo nel 1996 ha partecipato, insieme alle altre atlete della Rubattino (Arianna Rusca e Silvia Gregorini), al Torneo internazionale di Ginnastica Ritmica a Bretten, nel 1997 con la nazionale ai Campionati Mondiali di Berlino (sempre insieme ad Arianna Rusca).

### Carriera artistica/televisiva (dal 2001 al 2016 come Ballerina, dal 2017 come Coreografa)
Nel 2000 Martina Nadalini abbandona il mondo della ginnasta ritmica, in seguito ad un infortunio che non le permise di andare alle Olimpiadi da sempre sognate e decide quindi di dedicarsi alla Danza Moderna.
Nel 2001 Martina viene scelta per partecipare al musical Beatrice e Isidoro e si tratta del suo primo lavoro nel ruolo di ballerina mentre, sempre nello stesso anno, avviene anche il debutto televisivo, nella trasmissione del sabato sera di RaiUno Torno sabato condotta da Giorgio Panariello. In seguito partecipa a molti programmi di successo sia in Rai che Mediaset tra cui Buona Domenica, I Raccomandati, Ciao Darwin 5, Ti lascio una canzone I migliori anni e svolge anche il ruolo di assistente coreografa a diverse trasmissioni tra cui Miss Italia nel mondo e La notte delle sirene.
Nal 2010 fa parte dei Professionisti nel programma Amici di Maria De Filippi, dove ha riscosso un buon successo che le ha permesso di essere confermata anche nelle edizioni successive, fino alla primavera del 2015, quando decide di lasciare il programma per incomprensioni con la coreografa.
Nella primavera 2010, con alcuni professionisti del programma, porta in tournée Let's Dance, spettacolo diretto dal coreografo italo-americano Garrison Rochelle ma nonostante l'ottimo consenso ricevuto lo spettacolo non è stato più confermato.
In questi ultimi anni è comparsa anche in alcuni videoclip tra cui La gatta (sul tetto) di Giorgia diretto dal coreografo Luca Tommassini girato nel 2004 e nel 2008 L'elastico dei Ridillo con le coreografie di Marko Miglia.
Nel giugno 2012 è stata la madrina della V edizione del Crazy summer Dance stage tenutosi a Cervia, mentre negli anni successivi ha partecipato a questo evento in veste di insegnante tenendo vari stage di danza moderna.
Sempre nel 2012 viene scelta per partecipare, in veste di ballerina/ginnasta, ai Giochi della XXX Olimpiade di Londra, con la particolarità di essere l'unica di nazionalità italiana tra le ballerine che introducono le gare di ginnastica artistica.
Nel 2006 ha realizzato un calendario per il fotografo genovese Marcello Rapallino., mentre nel 2012 ha realizzato degli scatti fotografici per il fotografo Francesco Brunello.
Dal 2012 ad oggi sostiene numerosi stage di Danza Moderna in tutta l'Italia.
Nel 2013 la prima esperienza da coreografa nel programma Superbrain - Le supermenti, ruolo che ricoprirá nel 2017 nel programma Furore.
Il 1 maggio è stata premiata a Roma durante la serata "Roma è Arte" riconoscimento che l'associazione assegna ai personaggi più famosi e graditi al grande pubblico nell'arco dell'anno e che si sono distinti nel mondo dello spettacolo.
Nel 2015 è la protagonista del videoclip  Meravigliosi Dettagli Preziosi. URL consultato il 12 dicembre 2015 (archiviato dall'url originale il 22 dicembre 2015). della band  IL BOOM. URL consultato il 12 dicembre 2015 (archiviato dall'url originale il 22 dicembre 2015). mentre nel 2016 del videoclip Terra di Attilio Fontana e Clizia Fornasier
Il 2016 segna la fine della sua lunga Carriera di Ballerina televisiva preferendo ritagliarsi delle esperienze come Coreografa oltre a proseguire l'attività di insegnante di ballo, iniziata qualche anno prima, in diversi Stage di Danza in molte scuole sparse per l'Italia.
Dalla stagione 2021/2022 cura assieme a Roberto Carrozzino le coreografie di "Casanova Opera Pop" spettacolo teatrale diretto da Red Canzian. Lo spettacolo, visto l'enorme successo, viene confermato la stagione successiva.

### Vita privata
È fidanzata dal 2009 con il ballerino Roberto Carrozzino.

## Televisione (2001-2018)
- Torno sabato (2001, corpo di ballo, Rai 1)
- Stasera pago io (2002, corpo di ballo, Rai 1)
- Buona Domenica (2002-2006, corpo di ballo, Canale 5)
- Beato tra le donne (2003, corpo di ballo, Rai 1)
- Campioni dello sport (2004, corpo di ballo, Rai 2)
- Piccoli amici (2004, Rete 4)
- La notte delle sirene (2005-2006, corpo di ballo, assistente coreografa Rai 2)
- Buon compleanno estate (2005, corpo di ballo, assistente coreografa, Rai 2)
- C'è posta per te (2005, corpo di ballo, Canale 5)
- Telethon (2005-2008, corpo di ballo, Rai 1 e Rai 2)
- I raccomandati (2006, corpo di ballo, Rai 1)
- 50 canzonissime (2006, corpo di ballo, Rai 1)
- Stasera mi butto (2007, corpo di ballo, Rai 1)
- Ciao Darwin 5 - l'anello mancante (2007, Prima Ballerina, Canale 5)
- Gabbia di matti (2008, corpo di ballo, Canale 5)
- Ti lascio una canzone (2008-2009, corpo di ballo, Rai 1)
- Insieme (2008, ospite danzante con il collega Ilir Shaqiri, Antenna Sicilia)
- Miss Italia nel mondo (2008-2009, Ballerina/assistente Coreografa, Rai 1)
- Parenti talenti (2008, corpo di ballo, Rai 1)
- Volami nel cuore (2008, Prima Ballerina, Rai 1)
- Incredibile! (2009, corpo di ballo, Rai 1)
- I migliori anni (2009, corpo di ballo, Rai 1)
- Amici di Maria De Filippi (2010-2016, Professionista/Ballerina e 2017-2018, assistente Coreografa, Canale 5)
- Amici in Tour (2010-2011), Professionista/Ballerina La5)
- Italia's Got Talent (2011, in veste di Ballerina nella semifinale e finale del programma, Canale 5)
- Ti lascio una canzone (2012, in veste di Ballerina durante la finalissima del programma, Rai 1)
- Capodanno 5 (2012, corpo di ballo, Canale 5)
- Io canto (2013, corpo di ballo, - dalla semifinale - Canale 5)
- Superbrain - Le supermenti,(2013, Coreografa - Rai 1)
- Sogno e son desto, (2014, corpo di ballo, Rai 1)
- Capodanno con Gigi D'Alessio, (2014, corpo di ballo, Canale 5)
- Music, (2016) assistente coreografa, Canale 5)
- Furore, (2017, Coreografa, Rai 2)
- Capodanno in Musica, (2017, Coreografa, Canale 5)

## Teatro
- Beatrice ed Isidoro, musical (2001)
- Due comici in paradiso, spettacolo di Biagio Izzo (2007)[9]
- Let's Dance, spettacolo dei Professionisti di Amici (2010)

## Teatro (Coreografa) dal 2021
- Casanova Opera Pop, spettacolo di Red Canzian, (stagione 2021/2022 e 2022/2023)

## Video musicali
- La gatta (sul tetto) di Giorgia (2004)
- L'elastico dei Ridillo (2008)
- Terra Attilio Fontana, (2016) anche coreografa
- Autunno (cantata da Noemi (2017), Ballerina e Coreografa
- Cura anche le coreografie di Giuliano Palma (dal 2017) e del nuovo bravo di Noemi presentato al Festival di Sanremo nel 2018

## Tour
- Amici in Tour (Estate 2010 e 2011), Professionista/Ballerina La5)